# 由木義文
由木 義文（ゆうき よしふみ、1944年 - ）は、日本の浄土宗の僧侶、仏教学者、脚本家。

## 略歴
埼玉県加須市出身。慶應義塾大学を経て、東京大学大学院印度哲学専修博士課程修了。龍蔵寺の住職、また長年にわたり宗教学の講師として慶應義塾大学等で教鞭を取るかたわら、2004年、埼玉県公安委員に任命され、2008年まで委員長を勤める。

## 受賞歴
- 1981年、日本印度学仏教学会賞

## 主な作品

### 著書
- 阿弥陀経（講談社お経シリーズ、1991年）
- 法然のいいたかったこと（講談社、1985年／世界聖典刊行協会、2010年）
- 名僧の言葉 山喜房佛書林
- 座右の仏教名言　講談社
- たった1度の人生だから―やさしい歎異抄　講談社
- 宗教学序説　朝倉書店
- 最澄―だれでも仏になれる　廣済堂出版
- 日本仏教における仏　第三文明社・レグルス文庫
- 一日一句 真理のことば　大蔵出版
- 名僧・悟りの言葉　PHP研究所
- 高僧の言葉を糧に　世界聖典刊行協会・ぼんブックス
- 名僧の言葉を鑑に　世界聖典刊行協会・ぼんブックス
- 仏教 百の言葉・百の教え　世界聖典刊行協会・ぼんブックス
- 歎異抄と浄土宗・浄土真宗のお経　講談社
- よくわかるお経の本　講談社ことばの新書
- 西田無学研究ノート　山喜房佛書林
- 東国の仏教―その原型を求めて　山喜房佛書林
- 若いいのちに贈る仏教人生論　仏教書林中山書房
- 釈尊の生き方に学ぶ―スッタニパータ法談　大法輪閣
- お盆のお経―盂蘭盆経講話
- 父母恩重経の話　大蔵出版
- 法滅尽経―すべては滅びるのか　大蔵出版
- 日本仏教思想史　世界聖典刊行協会・パープル叢書
- 仏教日用小辞典　大蔵出版
- 『阿閦(アシュク)仏国経他　新国訳大蔵経・浄土部3』蓑輪顕量、西本照真と校註（大蔵出版）2007年
- 三谷素啓研究ノート　山喜房佛書林

### 論文・記事
- CiNii>由木義文
- INBUDS>由木義文

### 劇場アニメ
- Dr.スランプ アラレちゃん ほよよ!ナナバ城の秘宝（1984年、脚本）
- Dr.スランプ アラレちゃん ほよよ!夢の都メカポリス（1985年、原案）
- ドラゴンボール 神龍の伝説（1986年、構成）
- ドラゴンボール 魔神城のねむり姫（1987年、脚本）
- ドラゴンボール 摩訶不思議大冒険（1988年、脚本）

### テレビアニメ
- Dr.スランプ アラレちゃん（脚本）
- ドラゴンボール（第98話脚本）